# Joseph Allgeyer
Joseph Allgeyer (* um 1700 in Hofen; † 1781 in Wasseralfingen) war ein deutscher Orgelbauer und Begründer der Wasseralfinger Orgelbauwerkstatt.

## Leben
Allgeyer entstammte der weit bekannten Hofener Orgelbauer-Dynastie Allgeyer. Er war Sohn des Hofener Orgelbauers Johann Georg Allgeyer d. Ä. und Bruder von Johann Georg Allgeyer d. J., der im väterlichen Betrieb wirkte, sowie des Schreiners Johannes Allgeyer (1712–1782). 1731 heiratete er seine aus Wasseralfingen stammende Ehefrau Maria Magdalena Romlin (um 1706–1776). Seine beiden Söhne Franz Konrad und Joseph Narzissus führten den Orgelbaubetrieb in Wasseralfingen fort.
Allgeyer erlernte die Kunst des Orgelbaus bei seinem Vater. Als ältester Sohn machte er sich zur Blütezeit des Orgelbaus in Wasseralfingen mit einem eigenen Orgelbaubetrieb selbstständig. Im Gegensatz zur Werkstatt seines Bruders sind aus dem Wasseralfinger Betrieb kaum Orgelneubauten bekannt. Die Werkstatt legte ihren Schwerpunkt eher auf die Wartung und Instandhaltung bestehender Orgeln aus der heimischen Orgellandschaft. Joseph Allgeyer war an den Orgeln in Unterkochen und Ellwangen beschäftigt. Für die Kirchen in Hemmingen (1738) und Röhlingen (1769/70) schuf er neue Instrumente.
Allgeyer galt in seiner Heimat als hoch angesehener Mann. Als Taufpaten seiner Kinder traten die ellwangischen Beamtenfamilien Reichlin von Meldegg, von Syrgenstein sowie die Ortspfarrer auf.